# Mialet (Gard)
Mialet é uma comuna francesa na região administrativa de Occitânia, no departamento de Gard. Estende-se por uma área de 30,76 km². Em 2010 a comuna tinha 638 habitantes (densidade: 20,7 hab./km²).